# Georg Christian Füchsel

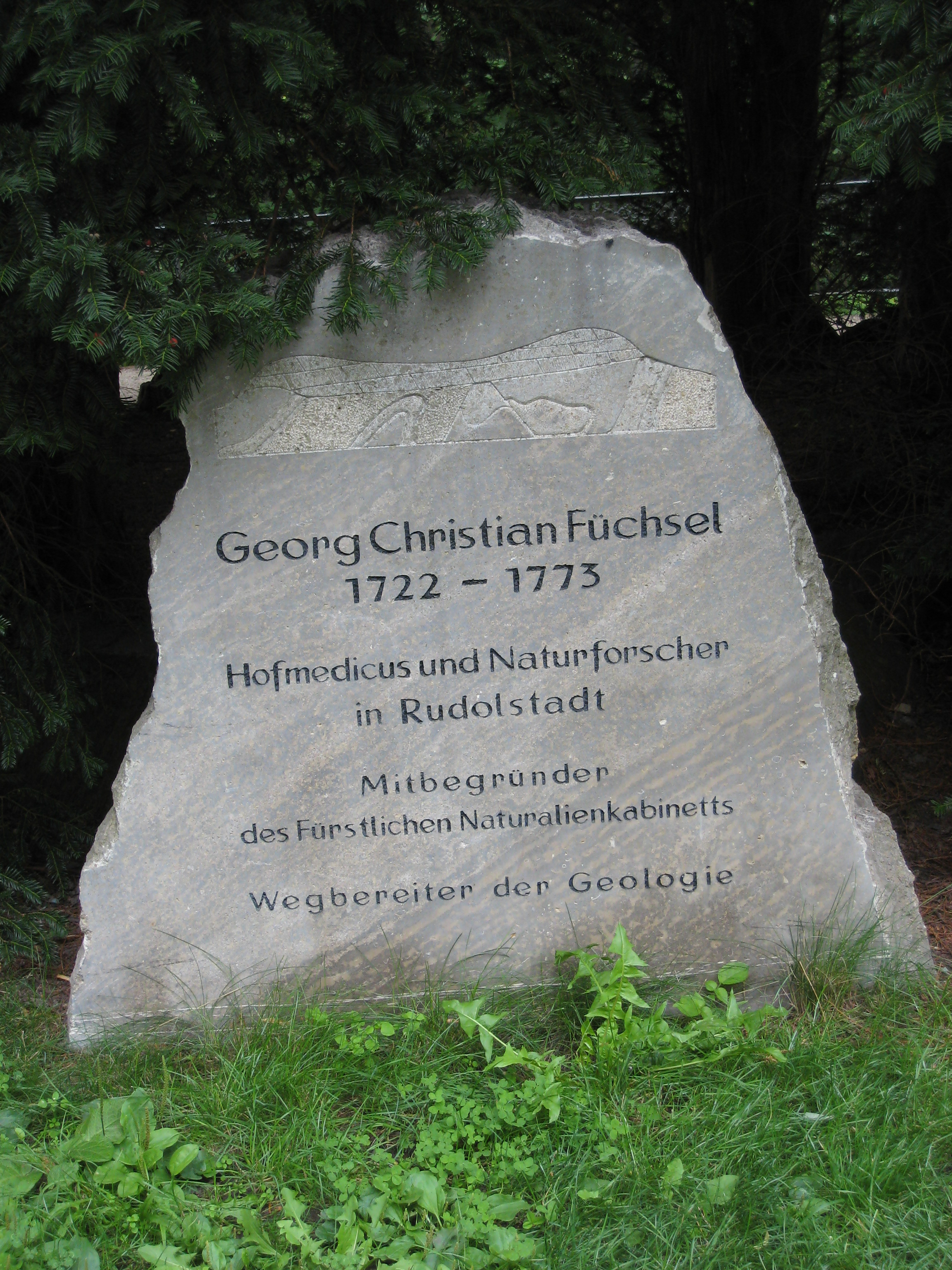
Gedenkstein an Georg Christian Füchsel vor der Heidecksburg in Rudolstadt.

Georg Christian Füchsel (* 14. Februar 1722 in Ilmenau; † 20. Juni 1773 in Rudolstadt) war ein deutscher Geologe und Arzt in Rudolstadt. Er gilt mit Johann Gottlob Lehmann als Mitbegründer der Stratigraphie.

## Leben
Füchsel wuchs in Ilmenau und ab 1727 in Rudolstadt auf, wo er das Gymnasium Fridericianum besuchte mit dem Abschluss 1741. Danach studierte er Medizin in Jena und ab 1744 in Leipzig. 1751 ist er in Rudolstadt bezeugt, ab 1756 als Arzt und ab 1757 als Physikus. Er war auch Leibarzt von Friedrich Karl, der sich wie Füchsel für Naturwissenschaften interessierte. Er unterrichtete ihn und betreute dessen Naturalienkabinett. 1760 wurde er Mitglied der Akademie gemeinnütziger Wissenschaften zu Erfurt und kam in Kontakt mit Gelehrten wie Johann Wilhelm Baumer, Christoph Andreas Mangold und Johann Samuel Schröter. 1762 wurde er in Erfurt in Medizin promoviert, wobei er die Kosten durch ein geologisches Gutachten bestritt. 1767 wurde er Hofarzt in Rudolstadt und 1772 fürstlicher Bibliothekar. Er war nie verheiratet und war zeitlebens in finanziellen Engpässen. Er war Freimaurer.
Füchsel zeichnete 1762 die erste geologische Karte eines deutschen Gebiets (Thüringen, im Umkreis von rund 30 km um Rudolstadt) und nach Wiefel überhaupt eines größeren Gebiets. Sie ist in Vogelperspektive mit Blick von Südosten gezeichnet, was die Formationen plastisch hervorhebt. Er benutzte auch als Erster den Begriff des Muschelkalk, damals noch in der Form „Muschelkalch“. Auch weitere Formationen der Trias tauchen bei ihm auf, das Sandgebürge (Teile des mittleren Buntsandstein) und das Gypsgebürge (oberer Buntsandstein). Seine 1761 in der Erfurter Akademie erschienene Schrift war leider fehlerhaft mit vielen Druckfehlern ins Lateinische übersetzt, was ihrem Einfluss abträglich war (Wiefel), zum Beispiel hielt das Johann Wolfgang von Goethe ab, sie eingehender zu studieren. Eine verbesserte deutsche Ausgabe kam aufgrund seiner Armut und seines Todes nicht zustande. Schröter druckte aber 1775 eine Besprechung mit Druckfehler-Korrekturen.
Lehmann hatte zwar unmittelbar einen größeren Einfluss als Füchsel, Füchsel hatte aber eine differenziertere Auffassung und setzte dessen Perm-Schichtfolge (Rotliegend, Zechstein) in die Trias bis zum Muschelkalk fort (Keuper kannte er noch nicht). Im Gegensatz zu Lehmann sah er nicht nur eine Sintflut wirken, sondern mehrere Überflutungen und unterschied darin auch noch terrestrische neben marinen Ablagerungen.
Bei ihm finden sich Ansätze des Aktualismus (vor James Hutton und Charles Lyell) und des Fazies-Begriffs.
Eine Straße in Ilmenau ist nach ihm benannt.

## Schriften
- Entwurf zu der ältesten Erd- und Menschengeschichte, nebst einen Versuch den Ursprung der Sprache zu finden. o. V., Frankfurt und Leipzig 1773. (Digitalisat und Volltext im Deutschen Textarchiv)
- Historia terrae et maris, ex historia Thuringiae, per montium descriptionem. Actorum Academiae electoralis Moguntinae, 2, Erfurt 1761, S. 44–208 (deutsche Übersetzung: Geschichte des Landes und des Meeres, aus der Geschichte Thüringens durch Beschreibung der Berge ermittelt)
- Usus historiae suae terrae et maris. Actorum Academiae electoralis Moguntinae, 2, 1761, S. 209–254